# Leo McKern

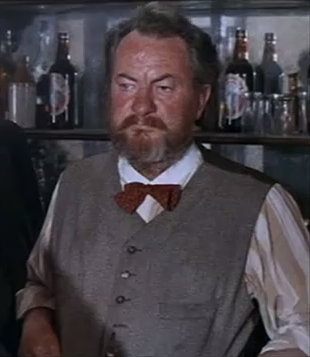
Leo McKern (1970)

Reginald Leo McKern, AO oder Leo McKern (* 16. März 1920 in Sydney; † 23. Juli 2002 bei Bath) war ein australischer Schauspieler. Er war in zahlreichen britischen Fernsehproduktionen, Filmen und über 200 Theaterrollen zu sehen. 1983 wurde McKern zum Officer of the Order of Australia ernannt.

## Leben und Wirken
Nachdem er die Schule im Alter von 15 Jahren verlassen hatte, arbeitete McKern in einer Kühlschrankfabrik und verlor bei der Arbeit ein Auge. Später machte er eine Ausbildung zum Werbegrafiker. 1944 wanderte er nach England aus. In der Nachkriegszeit orientierte sich McKern in Richtung der Schauspielerei und wurde nach einigen kleineren Engagements 1949 ein Mitglied des renommierten Old Vic Theatres. Seine Rollen wuchsen und er wurde allmählich ein bekannter Bühnenschauspieler. 1963 spielte er in der Eröffnungspremiere des Nottingham Playhouse in Shakespeares Coriolanus an der Seite von Ian McKellen die Rolle des Menenius.
Sein erster Film war 1952 Murder in the Cathedral, wonach er sich allmählich zu einem gefragten Nebendarsteller im englischsprachigen Kino entwickelte. Bekannt wurde er unter anderem als böser Heiliger im Beatlesfilm Hi-Hi-Hilfe! (1965), als Thomas Cromwell in Fred Zinnemanns mit sechs Oscars ausgezeichnetem Filmdrama Ein Mann zu jeder Jahreszeit, als irischer Wirt Ryan in David Leans Filmdrama Ryans Tochter (1970), als Exorzist Bugenhagen im Weltuntergangshorrorfilm Das Omen (1976) und als Seemann Paddy in Die blaue Lagune (1980). 1989 wurde er bei den London Critics Circle Film Awards als Bester Darsteller ausgezeichnet.
Dem britischen Fernsehpublikum wurde er vor allem durch seine Hauptrolle als bärbeißiger Verteidiger Horace Rumpole in der erfolgreichen Anwaltsserie Rumpole von Old Bailey bekannt, die von 1978 bis 1992 nach Vorlagen des Anwalts und Schriftstellers John Mortimer entstand.
Im Alter von 82 Jahren erlag er seinem Diabetes in einem Pflegeheim in der Nähe von Bath in England. Er war von 1946 bis zu seinem Tod mit der Schauspielerin Jane Holland verheiratet, die beiden hatten zwei Töchter.

## Filmografie (Auswahl)
- 1951: Murder in the Cathedral
- 1955: ...aber lieb sind sie doch (All for Mary)
- 1956: XX unbekannt (X The Unknown)
- 1957: In letzter Stunde (Time Without Pity)
- 1958: Zwei Städte (A Tale of Two Cities)
- 1959: Die Maus, die brüllte (The Mouse That Roared)
- 1959: Feinde von gestern (Yesterday's Enemy)
- 1959: Liebenswerte Leckerbissen (The Running Jumping & Standing Still Film)
- 1959: Hinter diesen Mauern (Beyond this Place)
- 1961: Mr. Topaze
- 1961: Der Tag, an dem die Erde Feuer fing (The Day the Earth Caught Fire)
- 1962: Der Inspektor (The Inspector)
- 1963: Doktor in Nöten (Doctor in Distress)
- 1964: King and Country – Für König und Vaterland (King & Country)
- 1964: Manche mögen’s geheim (Hot Enough for June)
- 1965: Die amourösen Abenteuer der Moll Flanders (The Amorous Adventures of Moll Flanders)
- 1965: Hi-Hi-Hilfe! (Help!)
- 1966: Ein Mann zu jeder Jahreszeit (A Man for All Seasons)
- 1967: Geheimauftrag K (Assignment K)
- 1967–1968: Nummer 6 (The Prisoner; Fernsehserie, 3 Folgen)
- 1968: Der Haftbefehl (Nobody Runs Forever)
- 1968: In den Schuhen des Fischers (The Shoes of the Fisherman)
- 1970: Ryans Tochter (Ryan’s Daughter)
- 1973: Tödlicher Irrtum (Rappresaglia)
- 1975: Sherlock Holmes’ cleverer Bruder (The Adventure of Sherlock Holmes’ Smarter Brother)
- 1976: Das Omen (The Omen)
- 1977: Abenteuer auf Schloß Candleshoe (Candleshoe)
- 1978: Damien – Omen II (Damien: Omen II)
- 1978–1992: Rumpole von Old Bailey (Rumpole of the Bailey; Fernsehserie, 43 Folgen)
- 1979: Die Affäre Garibaldi (The House on Garibaldi Street, Fernsehfilm)
- 1980: Die blaue Lagune (The Blue Lagoon)
- 1981: Die Geliebte des französischen Leutnants (The French Lieutenant’s Woman)
- 1983: Reilly – Spion der Spione (Reilly, Ace of Spies; Fernseh-Miniserie)
- 1984: Ein Umzug kommt selten allein (The Chain)
- 1985: Mord mit doppeltem Boden (Murder with Mirrors, Fernsehfilm)
- 1985: Der Tag des Falken (Ladyhawke)
- 1987: Reise in den Norden (Travelling North)
- 1994: Der gute König (Good King Wenceslas, Fernsehfilm)
- 1999: Molokai: The Story of Father Damien